# Tanaka Ryōhei
Tanaka Ryōhei (japanisch 田中 良平; * 28. Mai 1933 in Takatsuki; † 2019 ebenda) war ein japanischer Grafiker und Kupferstecher, bekannt für seine detailreichen und poetischen Radierungen, die hauptsächlich ländliche Szenen und traditionelle Architektur Japans darstellen.

## Leben
Tanaka Ryōhei wurde 1933 in Takatsuki, einer Stadt in der Nähe von Kyoto, geboren und lebte dort bis zu seinem Tod im Jahr 2019. Tanaka Ryōhei begann seine künstlerische Laufbahn vergleichsweise spät. Im Jahr 1963 studierte er unter  Furuno Yoshio  die Technik der Radierung und trat ein Jahr später der Kyoto Etchers' Group bei. Seine Werke umfassen mehr als 770 Radierungen, die in limitierten Auflagen von 50 bis 150 Exemplaren gedruckt wurden. Die Kupferplatten zerstörte er nach der Fertigung, um die Exklusivität seiner Werke zu bewahren. Die meisten seiner Arbeiten wurden in Schwarz-Weiß gehalten, gelegentlich aber auch durch die Technik der Aquatinta oder durch Farbakzente ergänzt. Seine letzte Arbeit entstand 2013.

## Stil und Themen
Seine Werke zeichnen sich durch eine meisterhafte Beherrschung der Texturen aus, die Materialien wie Stroh, Holz oder Stein täuschend echt wiedergeben. Besonders inspirierten ihn die traditionellen Strohdachhäuser und die Landschaften der Kansai-Region, die zunehmend aus dem ländlichen Japan verschwanden. Tanaka Ryōhei arbeitete nie mit Fotografien, sondern entwickelte seine Kompositionen aus Skizzen, die er vor Ort anfertigte. Sein Ziel war es, die Essenz des Gesehenen in einer neuen künstlerischen Form zu vermitteln.

## Internationale Anerkennung
Tanaka Ryōhei ist weltweit anerkannt und stellte seine Werke in bedeutenden Museen und Galerien aus. Tanakas Radierungen befinden sich in öffentlichen Sammlungen in Asien, Großbritannien und den Vereinigten Staaten: Museum of Fine Art Boston; Brooklyn Museum; Museum of Fine Arts, San Francisco; Cincinnati Art Museum, Ohio; Metropolitan Museum of Art, New York; Cleveland Museum of Art, Ohio; Los Angeles County Museum of Art; Indianapolis Museum of Art; National Museum of Singapore; British Museum und viele andere. Der Künstler wird für seine Hingabe an das Handwerk und seine Fähigkeit, mit schlichter Technik große emotionale Tiefe zu schaffen, hochgeschätzt. Sein Lebenswerk ist unter anderem in Monografien wie Tanaka Ryōhei, Etchings of Rural Japan dokumentiert.

## Ausstellungen
- 2024: Von der Linie zur Landschaft. Tanaka Ryōhei. Museum für Ostasiatische Kunst Köln